# Formato de documento
Un formato de archivo de documento se refiere a un tipo de formato, ya sea en formato de texto o binario, creado para almacenar documentos en un medio de almacenamiento, especialmente destinado para su utilización en computadoras. En la actualidad, existe una amplia gama de formatos de archivos de documentos que no son interoperables entre sí.
Ejemplos de estándares abiertos basados en XML son DocBook, XHTML y, más recientemente, los estándares ISO / IEC OpenDocument (ISO 26300:2006) y Office Open XML (ISO 29500:2008).
En 1993, la UIT-T intentó establecer un estándar para los formatos de archivos de documentos, denominado Arquitectura de Documento Abierto (ODA), con la intención de reemplazar todos los formatos competidores. Este intento se detalla en los documentos ITU-T T.411 a T.421, equivalentes a ISO 8613. Sin embargo, la iniciativa no logró alcanzar el éxito esperado.
Los lenguajes de descripción de páginas, como PostScript y PDF, han emergido como el estándar de facto para documentos destinados a ser creados y leídos por usuarios típicos, más que editados. A partir de 2001, se inició la publicación de una serie de estándares ISO/IEC para PDF, que incluyeron la especificación del propio formato PDF, conocida como ISO-32000.
HTML, el lenguaje de marcado de hipertexto, es el estándar internacional abierto más ampliamente utilizado y se emplea como formato de archivo de documentos. Además, ha alcanzado la condición de norma ISO / IEC, con la designación ISO 15445:2000.
El formato de archivo binario predeterminado empleado por Microsoft Word (.doc) ha adquirido un estatus de estándar de facto ampliamente aceptado para los documentos de Office. Sin embargo, es importante destacar que este formato propietario y no siempre es completamente compatible con otros procesadores de texto.

## Formatos de archivos de documentos comunes
- ASCII, UTF-8 : formatos de texto sin formato
- Amigaguia
- .doc para Microsoft Word : formato binario estructural desarrollado por Microsoft (especificaciones disponibles desde 2008 bajo la Promesa de especificación abierta ) [1] [2]
- DjVu : formato de archivo diseñado principalmente para almacenar documentos escaneados [3]
- DocBook : un formato XML para documentación técnica
- HTML (.html, .htm), (estándar abierto, ISO desde 2000), en combinación con los posibles archivos de imagen mencionados.
- FictionBook (.fb2): formato de libro electrónico abierto basado en XML
- Markdown (.md): lenguaje de marcado para crear texto formateado usando texto sin formato
- Office Open XML : .docx (estándar basado en XML para documentos de Office)
- OpenDocument : .odt (estándar basado en XML para documentos de Office)
- OpenOffice.org XML : .sxw (formato abierto basado en XML para documentos de Office)
- OXPS : especificación de papel XML abierto (Windows 8.1 y superior, la versión anterior es XPS utilizada en Windows 7)
- PalmDoc : formato de documento portátil
- .pages para páginas
- PDF : estándar abierto para el intercambio de documentos. Los estándares ISO incluyen PDF/X (eXchange), PDF/A (Archivo), PDF/E (Ingeniería), ISO 32000 (PDF), PDF/UA (Accesibilidad) y PDF/VT (datos variables e impresión transaccional). El PDF se puede leer en casi todas las plataformas con lectores gratuitos o de código abierto. También están disponibles creadores de PDF de código abierto.
- PostScript : .ps
- Formato de texto enriquecido (RTF) : formato de metadatos desarrollado por Microsoft desde 1987 para productos de Microsoft e intercambio de documentos multiplataforma [4] [5] [6] [7] [8]
- Enlace simbólico (SYLK)
- Gráficos vectoriales escalables (SVG): formato de gráficos principalmente para imágenes basadas en vectores.
- TeX : programa y formato de composición tipográfica de código abierto. Primer lenguaje de notación matemática exitoso.
- TEI : formato XML para publicación digital
- troff
- Formato uniforme de oficina : estándar chino
- WordPerfect (.wpd, .wp, .wp7, .doc) (Nota: posible confusión con la extensión de formato Word)